# Arthur Kylander
Arthur Kylander (1892-1968) était un auteur-compositeur-interprète et joueur de mandoline finno-américain.

## Biographie
Arrivé aux États-Unis en 1914 à l'âge de 22 ans, Arthur Kylander enregistra des disques sur les labels Victor et Columbia.